# Gavin Casalegno
Gavin Casalegno (Dallas, 2 settembre 1999) è un attore e modello statunitense di origini italiane, famoso per aver interpretato il ruolo di Jeremiah Fisher nella serie televisiva L'estate nei tuoi occhi (2022), tratta dalla trilogia di romanzi di Jenny Han. Ha recitato anche nel film Noah di Darren Aronofsky e nella serie The Vampire Diaries.

## Biografia

### Giovinezza
Gavin Casalegno è nato a Dallas, nel Texas, da genitori statunitensi. È il maggiore di tre figli; ha un fratello e una sorella più piccola. Anche la sorella, Ashlyn Casalegno, è attrice e modella.
Casalegno ha frequentato la Lovejoy High School di Lucas, nel Texas.

### Carriera
Un'amica della madre di Casalegno gli ha suggerito di provare a fare il modello, il che ha spinto sua madre a cercare delle agenzie. All'età di quattro anni, ha svolto il suo primo lavoro di modello per JC Penny. A metà degli anni 2000 è apparso in diversi spot pubblicitari come quelli per la Sony e Papa John's. Poiché era minorenne, sua madre, Allyson Casalegno, era la sua manager mentre viaggiava per lavoro e audizioni. Per avere maggiori opportunità di lavoro si è trasferito a Los Angeles e, all'età di undici anni, ha esordito come attore recitando in un episodio della serie televisiva Chase. Ha poi recitato nel ruolo del giovane Sem in Noah nel 2014, in quello del giovane Damon Salvatore nella serie televisiva The Vampire Diaries nel 2015, e in quello di Trevor Strand nella prima stagione di Walker nel 2021.
Nel luglio 2021, la Deadline ha riferito che Casalegno avrebbe interpretato Jeremiah Fisher, uno dei personaggi principali della serie televisiva Amazon Prime basata sul romanzo di formazione di Jenny Han, L'estate nei tuoi occhi. La serie è stata distribuita in anteprima il 17 giugno 2022. Amazon ha rinnovato la serie per una seconda stagione quando la sua prima stagione non aveva ancora una data di distribuzione stabilita.

## Vita privata
Gavin è molto vicino alla religione cristiana ed è un sostenitore della salute mentale. È un appassionato giocatore di calcio e pallavolo.
Dal 2015 al 2022 è stato fidanzato con la ballerina, modella e attrice americana Larsen Thompson.
Da maggio 2023 è fidanzato con Cheyanne King, con la quale si è poi sposato nel novembre 2024.

## Filmografia

### Cinema
- Butter, regia di Jim Field Smith (2011) non accreditato
- Hear Me Whisper, regia di Mohammad Mohammad (2011) uscito in home video
- I Am Gabriel, regia di Mike Norris (2012) uscito in home video
- The Iceman, regia di Ariel Vromen (2012) non accreditato
- Noah, regia di Darren Aronofsky (2014)
- Il tempo di vincere (When the Game Stands Tall), regia di Thomas Carter (2014)
- Dead Still, regia di Philip Adrian Booth (2014)
- It's Now or Never, regia di Shaun Peter Cunningham (2016) uscito in home video
- A Taylor Story, regia di Alex Yonks - cortometraggio (2016)
- Sage Alexander Hall of Nightmares: VR Experience, regia di Keith Arem - cortometraggio (2017)
- Urban Vibes, regia di Shaun Peter Cunningham (2017) uscito in home video
- Nine Seconds, regia di Jared Cline (2017)
- The Unhealer - Il potere del male (The Unhealer), regia di Martin Guigui (2020)
- Queen of the Ring, regia di Ash Avildsen (2024)

### Televisione
- Chase – serie TV, 1 episodio (2010)
- Lone Star – serie TV, 1 episodio (2010) non accreditato
- The Vampire Diaries – serie TV, 1 episodio (2015)
- Walker – serie TV, 8 episodi (2021)
- L'estate nei tuoi occhi (The Summer I Turned Pretty) – serie TV, 15 episodi (2022-in corso)

## Doppiatori italiani
Nelle versioni in italiano delle opere in cui ha recitato, Gavin Casalegno è stato doppiato da:
- Federico Bebi in Walker e L'estate nei tuoi occhi
- Tito Marteddu in Noah